# Масанета Спрингс (Вирџинија)
Масанета Спрингс (енгл. Massanetta Springs) насељено је место без административног статуса у америчкој савезној држави Вирџинија.

## Демографија
По попису из 2010. године број становника је 4.833.
| Група             | 2000.    | 2010.         |
| Белци             | 0 (0,0%) | 4.380 (90,6%) |
| Афроамериканци    | 0 (0,0%) | 80 (1,7%)     |
| Азијати           | 0 (0,0%) | 138 (2,9%)    |
| Хиспаноамериканци | 0 (0,0%) | 169 (3,5%)    |
| Укупно            | 0        | 4.833         |